# 더 퍼스트 타임
《더 퍼스트 타임》(영어: The First Time)은 미국에서 제작된 조너선 캐즈던 감독의 2012년 청춘 로맨틱 코미디 영화이다. 브릿 로버트슨, 딜런 오브라이언 등이 출연하였다.

## 출연진
- 브릿 로버트슨
- 딜런 오브라이언
- 크레이그 로버츠
- 조슈아 멀리나
- 제임스 프레슈빌
- 크리스틴 테일러
- 빅토리아 저스티스
- 홀스턴 세이지
- 몰리 퀸